# El apando
El apando és una pel·lícula mexicana de 1975, dirigida per Felipe Cazals, basada en el llibre del mateix títol, escrit per José Revueltas el 1969 a partir de les seves experiències al Palacio de Lecumberri, on va ser reclòs arran de la seva participació intel·lectual (vegeu activisme) en el moviment estudiantil de 1968. La història té lloc en aquesta presó, construïda durant el porfiriato, inaugurada en 1900 i finalment convertida, en 1976, en l'Arxiu Històric de la Nació, després convertit en l'Arxiu General de la Nació. El títol fa referència a la cel·la de càstig dins d'aquesta presó.

## Sinopsi
La cinta es desenvolupa a l'interior del Palacio de Lecumberri, popularment conegut com a "Palacio Negro", en el qual dos drogoaddictes: Albino (Salvador Sánchez) i Polonio (Manuel Ojeda), aprofiten la feblesa per la droga d' "El Carajo", repulsiu i borni (José Carlos Ruiz), per a convèncer-lo que sigui la seva mare qui les introdueixi al penal. Per a dur a terme aquest pla, Albino i Polonio es basen en les seves respectives parelles: "La Chata" (Delia Casanova) i "La Meche" (María Rojo), i els quatre, al costat d'"El Carajo", convencen a la mare d'aquest (Luz Cortázar) perquè, en la pròxima visita, la senyora introdueixi la droga en les seves genitals. Mentre forgen el pla, els cinc es droguen i Albí ensenya el seu abdomen, que conté la imatge tatuada d'un coit. En ser descoberts, són remesos a la cel·la de càstig coneguda com "El apando".
En la pròxima visita, tant Albino com Polonio es troben desesperats per la falta de consum de droga, castigats juntament amb "El Carajo", a qui colpegen contínuament. "La Chata" i "La Meche" li exigeix a la mare de "El Carajo" que li lliuri la droga, però la senyora es nega a fer-ho fins no veure al seu fill.
Finalment, un policia vestit de civil (Álvaro Carcaño) ordena que treguin als "apandados" però, en travessar el llindar del pati de visita, els retenen de nou, i s'organitza així una brutal baralla que acaba quan "El Carall" revela el lloc on la seva mare porta la droga.